# Solenopsis deserticola
Solenopsis deserticola es una especie de hormiga del género Solenopsis, subfamilia Myrmicinae.

## Distribución
Esta especie se encuentra en Azerbaiyán y Kazajistán.